# Списак гувернера Њујорка
Гувернер Њујорка је председавајући извршне гране Владе Њујорка и главнокомандујући оружаних снага државе. Гувернер има дужност да спроводи државне законе, да сазива Скупштину, моћ да одобрава или ставља вето на законе које је донела Скупштина, да потписује помиловања, осим у случајевима издаје или импичмента.
Четрдесет и шест особа је до сада служило на положају гувернера Њујорка, од којих је четири имало неузастопне мандате. Укупно је било 60 мандата; званични списак наводи сваког гувернера само једном, тако да је званично било четрдесет и шест гувернера. Овај списак укључује и једног вршиоца дужности гувернера: вицегувернер који је преузео дужност након оставке гувернера, по државном Уставу из 1777. Списак не укључује особе које су вршиле дужност гувернера у периодима када је гувернер био ван државе, као што је вицегувернер Тимоти Л. Вудруф за време потпредседничке кампање Теодора Рузвелта 1900, или вршиоца дужности Председника Скупштине Њујорка Мозеса М. Вајнштајна, који је вршио дужност гувернера током десет дана 1968, када су и гувернер и вицегувернер и вођа већине у сенату били ван државе, присуствујући Републиканској националној конвенцији у Мајамију.
Четири гувернера су постали председници Сједињених Држава након мандата гувернера Њујорка: Мартин Ван Бјурен, Гровер Кливленд, Теодор Рузвелт, и Френклин Д. Рузвелт, а шесторица су постали потпредседници Сједињених Држава. (Ван Бјурен и Теодор Рузвелт су били на оба ова положаја.) Двојица гувернера су постали врховне судије Сједињених Држава: Џон Џеј је био на тој позицији кад је изабран за гувернера 1795, а Чарлс Еванс Хјуз је постао врховни судија 1930, две деценије након што је престао да буде гувернер.
На положају гувернера је најдуже био први гувернер, Џорџ Клинтон, који је на дужност ступио 30. јула 1777, и служио седам мандата у два наврата, укупно мало мање од 21 године на положају гувернера. Како је 18 година било узастопно, Клинтон такође држи и рекорд за најдужи узастопни број година на месту гувернера Њујорка. Чарлс Полети је имао најкраћи мандат који је трајао само 29 дана након оставке претходног гувернера 1942. Тренутни гувернер је Кети Хоукул, која је преузела дужност 24. августа 2021.

## Гувернери
Њујорк је био једна од првобитних тринаест колонија, и примљен је у Сједињене Државе 26. јула 1788. Пре него што је прогласио независност, Њујорк је био колонија Краљевине Велике Британије, која ју је стекла од Холандије, која је ту имала колонију Нова Низоземска; спискове колонијалних гувернера и генералних управника Нове Холандије наводе владаре Њујорка пре државности.
Положај гувернера је успостављен првим Уставом Њујорка 1777. Мандат гувернера је првобитно трајао три године, мада Устав није одређивао почетак мандата. Закон из 1787. је одредио да мандат почиње 1. јула. Уставна конвенција Њујорка 1821. је допунила државни устав, скративши мандат гувернера на две године, преместивши изборе за новембар, и одредивши да се крај претходног и почетак наредног мандата поклапају са календарском годином. Амандман из 1874. је вратио дужину мандата на три године, али ју је Устав из 1894. поново скратио на две године. Најскорији устав из 1938. је продужио мандат на тренутно важеће четири године. Не постоји ограничење броја узастопних мандата на које гувернер може да буде биран.
Државни устав је од 1777. прописивао и изборе за вицегувернера (енгл. Lieutenant Governor), који је ex officio и председавајући државног сената, чији мандат има исту дужину трајања као и мандат гувернера (исте дужине трајања мандата гувернера и вицегувернера су одржане кроз све измене устава). Првобитно, у случају смрти, оставке или опозива гувернера, вицегувернер би постао вршилац дужности гувернера до истека годишњег законодавног мандата, када би се на посебним изборима овај положај попунио за остатак мандата. Од устава из 1821, у овим случајевима вицегувернер експлицитно постаје гувернер, и служи остатак мандата. У случају да позиција вицегувернера остане празна, pro tempore председавајући државног сената обавља све дужности вицегувернера док се ова позиција не попуни или на следећим гувернерским изборима, или постављањем. Уколико обе позиције остану празне у исто време, pro tempore председавајући државног сената врши дужност гувернера, а позиција вицегувернера остаје празна. Ако је и позиција pro tempore председника празна, или особа на позицији није у стању да преузме дужности, председавајући Скупштине је следећи у редоследу за наслеђивање. Вицегувернер се бира на истом гласачком листићу као и гувернер од 1954. Гласач једним гласом бира и гувернера и вицегувернера, али су њихове номинације одвојене.

## Списак гувернера
| демократе-републиканци (9) федералисти (1) демократе (26) виговци (5) републиканци (18)                    | демократе-републиканци (9) федералисти (1) демократе (26) виговци (5) републиканци (18) | демократе-републиканци (9) федералисти (1) демократе (26) виговци (5) републиканци (18) | демократе-републиканци (9) федералисти (1) демократе (26) виговци (5) републиканци (18) | демократе-републиканци (9) федералисти (1) демократе (26) виговци (5) републиканци (18) | демократе-републиканци (9) федералисти (1) демократе (26) виговци (5) републиканци (18) | демократе-републиканци (9) федералисти (1) демократе (26) виговци (5) републиканци (18) | демократе-републиканци (9) федералисти (1) демократе (26) виговци (5) републиканци (18) | демократе-републиканци (9) федералисти (1) демократе (26) виговци (5) републиканци (18) | демократе-републиканци (9) федералисти (1) демократе (26) виговци (5) републиканци (18)                         | демократе-републиканци (9) федералисти (1) демократе (26) виговци (5) републиканци (18) | демократе-републиканци (9) федералисти (1) демократе (26) виговци (5) републиканци (18) |  |
| гувернер                                                                                                   | гувернер                                                                                | гувернер                                                                                | гувернер                                                                                | трајање мандата                                                                         | странка                                                                                 | округ                                                                                   | мандат                                                                                  | вицегувернер                                                                            | вицегувернер |                                                                                         |                                                                                         |  |
| --- | --------------------------------------------------------------------------------------- | --------------------------------------------------------------------------------------- | --------------------------------------------------------------------------------------- | --------------------------------------------------------------------------------------- | --------------------------------------------------------------------------------------- | --------------------------------------------------------------------------------------- | --------------------------------------------------------------------------------------- | --------------------------------------------------------------------------------------- | --- | --------------------------------------------------------------------------------------- | --------------------------------------------------------------------------------------- |  |
| 1 |                                                                                         |                                                                                         | Џорџ Клинтон 26. јул 1739—20. април 1812. (72 године)                                   | 30. јул 1777. – 30. јун 1795.                                                           | демократа– републиканац                                                                 | Алстер                                                                                  | 1                                                                                       |                                                                                         | Пјер Ван Кортланд                                                                                               |                                                                                         |                                                                                         |  |
| 1 | 2                                                                                       |                                                                                         | Џорџ Клинтон 26. јул 1739—20. април 1812. (72 године)                                   | 30. јул 1777. – 30. јун 1795.                                                           | демократа– републиканац                                                                 | Алстер                                                                                  |                                                                                         |                                                                                         | Пјер Ван Кортланд                                                                                               |                                                                                         |                                                                                         |  |
| 1 | 3                                                                                       |                                                                                         | Џорџ Клинтон 26. јул 1739—20. април 1812. (72 године)                                   | 30. јул 1777. – 30. јун 1795.                                                           | демократа– републиканац                                                                 | Алстер                                                                                  |                                                                                         |                                                                                         | Пјер Ван Кортланд                                                                                               |                                                                                         |                                                                                         |  |
| 1 | 4                                                                                       |                                                                                         | Џорџ Клинтон 26. јул 1739—20. април 1812. (72 године)                                   | 30. јул 1777. – 30. јун 1795.                                                           | демократа– републиканац                                                                 | Алстер                                                                                  |                                                                                         |                                                                                         | Пјер Ван Кортланд                                                                                               |                                                                                         |                                                                                         |  |
| 1 | 5                                                                                       |                                                                                         | Џорџ Клинтон 26. јул 1739—20. април 1812. (72 године)                                   | 30. јул 1777. – 30. јун 1795.                                                           | демократа– републиканац                                                                 | Алстер                                                                                  |                                                                                         |                                                                                         | Пјер Ван Кортланд                                                                                               |                                                                                         |                                                                                         |  |
| 1 | 6                                                                                       |                                                                                         | Џорџ Клинтон 26. јул 1739—20. април 1812. (72 године)                                   | 30. јул 1777. – 30. јун 1795.                                                           | демократа– републиканац                                                                 | Алстер                                                                                  |                                                                                         |                                                                                         | Пјер Ван Кортланд                                                                                               |                                                                                         |                                                                                         |  |
| 2 |                                                                                         |                                                                                         | Џон Џеј 12. децембар 1745—17. мај 1829. (83 године)                                     | 1. јул 1795. – 30. јун 1801.                                                            | федералиста                                                                             | Вестчестер                                                                              | 7                                                                                       |                                                                                         | Стивен Ван Ренселер                                                                                             |                                                                                         |                                                                                         |  |
| 2 | 8                                                                                       |                                                                                         | Џон Џеј 12. децембар 1745—17. мај 1829. (83 године)                                     | 1. јул 1795. – 30. јун 1801.                                                            | федералиста                                                                             | Вестчестер                                                                              |                                                                                         |                                                                                         | Стивен Ван Ренселер                                                                                             |                                                                                         |                                                                                         |  |
| 1 |                                                                                         |                                                                                         | Џорџ Клинтон 26. јул 1739—20. април 1812. (72 године)                                   | 1. јул 1801. – 30. јун 1804.                                                            | демократа- републиканац                                                                 | Алстер                                                                                  | 9                                                                                       |                                                                                         | Џеремаја Ван Ренселер                                                                                           |                                                                                         |                                                                                         |  |
| 3 |                                                                                         |                                                                                         | Морган Луис 16. октобар 1754—7. април 1844. (89 година)                                 | 1. јул 1804. – 30. јун 1807.                                                            | демократа- републиканац                                                                 | Њујорк                                                                                  | 10                                                                                      |                                                                                         | Џон Брум |                                                                                         |                                                                                         |  |
| 4 |                                                                                         |                                                                                         | Данијел Д. Томпкинс 21. јун 1774—11. јун 1825. (50 година)                              | 1. јул 1807. – 24. фебруар 1817.                                                        | демократа- републиканац                                                                 | Ричмонд                                                                                 | 11                                                                                      |                                                                                         | Џон Брум |                                                                                         |                                                                                         |  |
| 4 | 12                                                                                      |                                                                                         | Данијел Д. Томпкинс 21. јун 1774—11. јун 1825. (50 година)                              | 1. јул 1807. – 24. фебруар 1817.                                                        | демократа- републиканац                                                                 | Ричмонд                                                                                 |                                                                                         |                                                                                         | Џон Брум |                                                                                         |                                                                                         |  |
| 4 | Џон Тајлер                                                                              |                                                                                         | Данијел Д. Томпкинс 21. јун 1774—11. јун 1825. (50 година)                              | 1. јул 1807. – 24. фебруар 1817.                                                        | демократа- републиканац                                                                 | Ричмонд                                                                                 |                                                                                         |                                                                                         | |                                                                                         |                                                                                         |  |
| 4 | Девит Клинтон                                                                           |                                                                                         | Данијел Д. Томпкинс 21. јун 1774—11. јун 1825. (50 година)                              | 1. јул 1807. – 24. фебруар 1817.                                                        | демократа- републиканац                                                                 | Ричмонд                                                                                 |                                                                                         |                                                                                         | |                                                                                         |                                                                                         |  |
| 4 | 13                                                                                      | Џон Тајлер                                                                              | Данијел Д. Томпкинс 21. јун 1774—11. јун 1825. (50 година)                              | 1. јул 1807. – 24. фебруар 1817.                                                        | демократа- републиканац                                                                 | Ричмонд                                                                                 |                                                                                         |                                                                                         | |                                                                                         |                                                                                         |  |
| 5 | 13                                                                                      |                                                                                         |                                                                                         | Џон Тајлер 4. јул 1742—19. март 1829. (86 година) (вршилац дужности)                    | 24. фебруар 1817. – 30. јун 1817.                                                       | демократа- републиканац                                                                 | Олбани                                                                                  |                                                                                         | Филетас Свифт                                                                                                   |                                                                                         |                                                                                         |  |
| 6 |                                                                                         |                                                                                         | Девит Клинтон 2. март 1769—11. фебруар 1828. (58 година)                                | 1. јул 1817. – 31. децембар 1822.                                                       | демократа- републиканац                                                                 | Њујорк                                                                                  | 14                                                                                      |                                                                                         | Џон Тајлер |                                                                                         |                                                                                         |  |
| 6 | 15                                                                                      |                                                                                         | Девит Клинтон 2. март 1769—11. фебруар 1828. (58 година)                                | 1. јул 1817. – 31. децембар 1822.                                                       | демократа- републиканац                                                                 | Њујорк                                                                                  |                                                                                         |                                                                                         | Џон Тајлер |                                                                                         |                                                                                         |  |
| 7 |                                                                                         |                                                                                         | Џозеф К. Јејтс 9. новембар 1768—19. март 1837. (68 година)                              | 1. јануар 1823. – 31. децембар 1824.                                                    | демократа- републиканац                                                                 | Скенектади                                                                              | 16                                                                                      |                                                                                         | Ерастас Рут |                                                                                         |                                                                                         |  |
| 6 |                                                                                         |                                                                                         | Девит Клинтон 2. март 1769—11. фебруар 1828. (58 година)                                | 1. јануар 1825. – 11. фебруар 1828.                                                     | демократа- републиканац                                                                 | Њујорк                                                                                  | 17                                                                                      |                                                                                         | Џејмс Толмаџ, млађи                                                                                             |                                                                                         |                                                                                         |  |
| 6 | 18                                                                                      |                                                                                         | Девит Клинтон 2. март 1769—11. фебруар 1828. (58 година)                                | 1. јануар 1825. – 11. фебруар 1828.                                                     | демократа- републиканац                                                                 | Њујорк                                                                                  | Нејтанијел Пичер                                                                        |                                                                                         | |                                                                                         |                                                                                         |  |
| 8 | 18                                                                                      |                                                                                         |                                                                                         | Нејтанијел Пичер 30. новембар 1777—25. мај 1836. (58 година)                            | 11. фебруар 1828. – 31. децембар 1828.                                                  | демократа- републиканац                                                                 | Вошингтон                                                                               |                                                                                         | Питер Р. Ливингстон                                                                                             |                                                                                         |                                                                                         |  |
| 8 | 18                                                                                      | Чарлс Дајан                                                                             |                                                                                         | Нејтанијел Пичер 30. новембар 1777—25. мај 1836. (58 година)                            | 11. фебруар 1828. – 31. децембар 1828.                                                  | демократа- републиканац                                                                 | Вошингтон                                                                               |                                                                                         | |                                                                                         |                                                                                         |  |
| 9 |                                                                                         |                                                                                         | Мартин Ван Бјурен 5. децембар 1782—24. јул 1862. (79 година)                            | 1. јануар 1829. – 12. март 1829.                                                        | демократа                                                                               | Коламбија                                                                               | 19                                                                                      |                                                                                         | Енос Т. Труп |                                                                                         |                                                                                         |  |
| 10 |                                                                                         |                                                                                         | Енос Т. Труп 21. август 1784—1. новембар 1874. (90 година)                              | 12. март 1829. – 31. децембар 1832.                                                     | демократа                                                                               | Кејуга                                                                                  | 19                                                                                      |                                                                                         | Чарлс Стебинс                                                                                                   |                                                                                         |                                                                                         |  |
| 10 | 20                                                                                      |                                                                                         | Енос Т. Труп 21. август 1784—1. новембар 1874. (90 година)                              | 12. март 1829. – 31. децембар 1832.                                                     | демократа                                                                               | Кејуга                                                                                  | Вилијам М. Оливер                                                                       |                                                                                         | |                                                                                         |                                                                                         |  |
| 10 | 21                                                                                      |                                                                                         | Енос Т. Труп 21. август 1784—1. новембар 1874. (90 година)                              | 12. март 1829. – 31. децембар 1832.                                                     | демократа                                                                               | Кејуга                                                                                  | Едвард Филип Ливингстон                                                                 |                                                                                         | |                                                                                         |                                                                                         |  |
| 11 |                                                                                         |                                                                                         | Вилијам Л. Марси 12. децембар 1786—4. јул 1857. (70 година)                             | 1. јануар 1833. – 31. децембар 1838.                                                    | демократа                                                                               | Олбани                                                                                  | 22                                                                                      |                                                                                         | Џон Трејси |                                                                                         |                                                                                         |  |
| 11 | 23                                                                                      |                                                                                         | Вилијам Л. Марси 12. децембар 1786—4. јул 1857. (70 година)                             | 1. јануар 1833. – 31. децембар 1838.                                                    | демократа                                                                               | Олбани                                                                                  |                                                                                         |                                                                                         | Џон Трејси |                                                                                         |                                                                                         |  |
| 11 | 24                                                                                      |                                                                                         | Вилијам Л. Марси 12. децембар 1786—4. јул 1857. (70 година)                             | 1. јануар 1833. – 31. децембар 1838.                                                    | демократа                                                                               | Олбани                                                                                  |                                                                                         |                                                                                         | Џон Трејси |                                                                                         |                                                                                         |  |
| 12 |                                                                                         |                                                                                         | Вилијам Х. Сјуард 16. мај 1801—10. октобар 1872. (71 година)                            | 1. јануар 1839. – 31. децембар 1842.                                                    | Виговска партија                                                                        | Кејуга                                                                                  | 25                                                                                      |                                                                                         | Лутер Бредиш |                                                                                         |                                                                                         |  |
| 12 | 26                                                                                      |                                                                                         | Вилијам Х. Сјуард 16. мај 1801—10. октобар 1872. (71 година)                            | 1. јануар 1839. – 31. децембар 1842.                                                    | Виговска партија                                                                        | Кејуга                                                                                  |                                                                                         |                                                                                         | Лутер Бредиш |                                                                                         |                                                                                         |  |
| 13 |                                                                                         |                                                                                         | Вилијам К. Бук 7. јануар 1786—19. април 1859. (73 године)                               | 1. јануар 1843. – 31. децембар 1844.                                                    | демократа                                                                               | Скохери                                                                                 | 27                                                                                      |                                                                                         | Данијел С. Дикинсон                                                                                             |                                                                                         |                                                                                         |  |
| 14 |                                                                                         |                                                                                         | Сајлас Рајт 24. мај 1795—27. август 1847. (52 године)                                   | 1. јануар 1845. – 31. децембар 1846.                                                    | демократа                                                                               | Сент Лоренс                                                                             | 28                                                                                      |                                                                                         | Едисон Гардинер                                                                                                 |                                                                                         |                                                                                         |  |
| 15 |                                                                                         |                                                                                         | Џон Јанг 12. јун 1802—23. април 1852. (49 година)                                       | 1. јануар 1847. – 31. децембар 1848.                                                    | виговац                                                                                 | Ливингстон                                                                              | 29                                                                                      |                                                                                         | Едисон Гардинер                                                                                                 |                                                                                         |                                                                                         |  |
| 15 | Алберт Лестер                                                                           |                                                                                         | Џон Јанг 12. јун 1802—23. април 1852. (49 година)                                       | 1. јануар 1847. – 31. децембар 1848.                                                    | виговац                                                                                 | Ливингстон                                                                              | 29                                                                                      |                                                                                         | |                                                                                         |                                                                                         |  |
| 15 | Хамилтон Фиш                                                                            |                                                                                         | Џон Јанг 12. јун 1802—23. април 1852. (49 година)                                       | 1. јануар 1847. – 31. децембар 1848.                                                    | виговац                                                                                 | Ливингстон                                                                              | 29                                                                                      |                                                                                         | |                                                                                         |                                                                                         |  |
| 16 |                                                                                         |                                                                                         | Хамилтон Фиш 3. август 1808—7. септембар 1893. (85 година)                              | 1. јануар 1849. – 31. децембар 1850.                                                    | виговац                                                                                 | Њујорк                                                                                  | 30                                                                                      |                                                                                         | Џорџ В. Патерсон                                                                                                |                                                                                         |                                                                                         |  |
| 17 |                                                                                         |                                                                                         | Вошингтон Хант 5. август 1811—2. фебруар 1867. (55 година)                              | 1. јануар 1851. – 31. децембар 1852.                                                    | виговац                                                                                 | Најагара                                                                                | 31                                                                                      |                                                                                         | Санфорд И. Черч                                                                                                 |                                                                                         |                                                                                         |  |
| 18 |                                                                                         |                                                                                         | Хорејшо Сејмор 31. мај 1810—12. фебруар 1886. (75 година)                               | 1. јануар 1853. – 31. децембар 1854.                                                    | демократа                                                                               | Онајда                                                                                  | 32                                                                                      |                                                                                         | Санфорд И. Черч                                                                                                 |                                                                                         |                                                                                         |  |
| 19 |                                                                                         |                                                                                         | Мајрон Х. Кларк 23. октобар 1806—23. август 1892. (85 година)                           | 1. јануар 1855. – 31. децембар 1856.                                                    | виговац (фузија)                                                                        | Онтарио                                                                                 | 33                                                                                      |                                                                                         | Хенри Џарвис Рејмонд                                                                                            |                                                                                         |                                                                                         |  |
| 20 |                                                                                         |                                                                                         | Џон Алсоп Кинг 3. јануар 1788—7. јул 1867. (79 година)                                  | 1. јануар 1857. – 31. децембар 1858.                                                    | републиканац                                                                            | Квинс                                                                                   | 34                                                                                      |                                                                                         | Хенри Р. Селден                                                                                                 |                                                                                         |                                                                                         |  |
| 21 |                                                                                         |                                                                                         | Едвин Д. Морган 8. фебруар 1811—14. фебруар 1883. (72 године)                           | 1. јануар 1859. – 31. децембар 1862.                                                    | републиканац                                                                            | Њујорк                                                                                  | 35                                                                                      |                                                                                         | Роберт Кемпбел                                                                                                  |                                                                                         |                                                                                         |  |
| 21 | 36                                                                                      |                                                                                         | Едвин Д. Морган 8. фебруар 1811—14. фебруар 1883. (72 године)                           | 1. јануар 1859. – 31. децембар 1862.                                                    | републиканац                                                                            | Њујорк                                                                                  |                                                                                         |                                                                                         | Роберт Кемпбел                                                                                                  |                                                                                         |                                                                                         |  |
| 18 |                                                                                         |                                                                                         | Хорејшо Сејмор 31. мај 1810—12. фебруар 1886. (75 година)                               | 1. јануар 1863. – 31. децембар 1864.                                                    | демократа                                                                               | Онајда                                                                                  | 37                                                                                      |                                                                                         | Дејвид Р. Флојд-Џонс                                                                                            |                                                                                         |                                                                                         |  |
| 22 |                                                                                         |                                                                                         | Рубен Фентон 4. јул 1819—25. август 1885. (66 година)                                   | 1. јануар 1865. – 31. децембар 1868.                                                    | униониста                                                                               | Шатоква                                                                                 | 38                                                                                      |                                                                                         | Томас Г. Алворд                                                                                                 |                                                                                         |                                                                                         |  |
| 22 | 39                                                                                      |                                                                                         | Рубен Фентон 4. јул 1819—25. август 1885. (66 година)                                   | 1. јануар 1865. – 31. децембар 1868.                                                    | униониста                                                                               | Шатоква                                                                                 | Стјуарт Л. Вудфорд                                                                      |                                                                                         | |                                                                                         |                                                                                         |  |
| 23 |                                                                                         |                                                                                         | Џон Томпсон Хофман 10. јануар 1828—24. март 1888. (60 година)                           | 1. јануар 1869. – 31. децембар 1872.                                                    | демократа                                                                               | Њујорк                                                                                  | 40                                                                                      |                                                                                         | Ален К. Бич |                                                                                         |                                                                                         |  |
| 24 |                                                                                         |                                                                                         | Џон Адамс Дикџ 24. јул 1798—21. април 1879. (80 година)                                 | 1. јануар 1873. – 31. децембар 1874.                                                    | републиканац                                                                            | Олбани                                                                                  | 41                                                                                      |                                                                                         | Џон К. Робинсон                                                                                                 |                                                                                         |                                                                                         |  |
| 25 |                                                                                         |                                                                                         | Семјуел Џ. Тилден 9. фебруар 1814—4. август 1886. (72 године)                           | 1. јануар 1875. – 31. децембар 1876.                                                    | демократа                                                                               | Њујорк                                                                                  | 42                                                                                      |                                                                                         | Вилијам Дорсхајмер                                                                                              |                                                                                         |                                                                                         |  |
| 26 |                                                                                         |                                                                                         | Лусијус Робинсон 4. новембар 1810—23. март 1891. (80 година)                            | 1. јануар 1877. – 31. децембар 1879.                                                    | демократа                                                                               | Шеманг                                                                                  | 43                                                                                      |                                                                                         | Вилијам Дорсхајмер                                                                                              |                                                                                         |                                                                                         |  |
| 27 |                                                                                         |                                                                                         | Алонзо Б. Корнел 22. јануар 1832—15. октобар 1904. (72 године)                          | 1. јануар 1880. – 31. децембар 1882.                                                    | републиканац                                                                            | Њујорк                                                                                  | 44                                                                                      |                                                                                         | Џорџ Џилберт Хоскинс                                                                                            |                                                                                         |                                                                                         |  |
| 28 |                                                                                         |                                                                                         | Гровер Кливленд 18. март 1837—24. јун 1908. (71 година)                                 | 1. јануар 1883. – 6. јануар 1885.                                                       | демократа                                                                               | Ири                                                                                     | 45                                                                                      |                                                                                         | Дејвид Б. Хил                                                                                                   |                                                                                         |                                                                                         |  |
| 29 |                                                                                         |                                                                                         | Дејвид Б. Хил 29. август 1843—20. октобар 1910. (67 година)                             | 6. јануар 1885. – 31. децембар 1891.                                                    | демократа                                                                               | Шеманг                                                                                  | 45                                                                                      |                                                                                         | Денис Макарти                                                                                                   |                                                                                         |                                                                                         |  |
| 29 | 46                                                                                      |                                                                                         | Дејвид Б. Хил 29. август 1843—20. октобар 1910. (67 година)                             | 6. јануар 1885. – 31. децембар 1891.                                                    | демократа                                                                               | Шеманг                                                                                  | Едвард Ф. Џонс                                                                          |                                                                                         | |                                                                                         |                                                                                         |  |
| 29 | 47                                                                                      |                                                                                         | Дејвид Б. Хил 29. август 1843—20. октобар 1910. (67 година)                             | 6. јануар 1885. – 31. децембар 1891.                                                    | демократа                                                                               | Шеманг                                                                                  | Едвард Ф. Џонс                                                                          |                                                                                         | |                                                                                         |                                                                                         |  |
| 30 |                                                                                         |                                                                                         | Розвел П. Флауер 7. август 1835—12. мај 1899. (63 године)                               | 1. јануар 1892. – 31. децембар 1894.                                                    | демократа                                                                               | Џеферсон                                                                                | 48                                                                                      |                                                                                         | Вилијам Ф. Шиан                                                                                                 |                                                                                         |                                                                                         |  |
| 31 |                                                                                         |                                                                                         | Ливи П. Мортон 16. мај 1824—16. мај 1920. (96 година)                                   | 1. јануар 1895. – 31. децембар 1896.                                                    | републиканац                                                                            | Њујорк                                                                                  | 49                                                                                      |                                                                                         | Чарлс Т. Сакстон                                                                                                |                                                                                         |                                                                                         |  |
| 32 |                                                                                         |                                                                                         | Френк С. Блек 8. март 1853—22. март 1913. (60 година)                                   | 1. јануар 1897. – 31. децембар 1898.                                                    | републиканац                                                                            | Фултон                                                                                  | 50                                                                                      |                                                                                         | Тимоти Л. Вудраф                                                                                                |                                                                                         |                                                                                         |  |
| 33 |                                                                                         |                                                                                         | Теодор Рузвелт 27. октобар 1858—6. јануар 1919. (60 година)                             | 1. јануар 1899. – 31. децембар 1900.                                                    | републиканац                                                                            | Њујорк                                                                                  | 51                                                                                      |                                                                                         | Тимоти Л. Вудраф                                                                                                |                                                                                         |                                                                                         |  |
| 34 |                                                                                         |                                                                                         | Бенџамин Баркер Одел 14. јануар 1854—9. мај 1926. (72 године)                           | 1. јануар 1901. – 31. децембар 1904.                                                    | републиканац                                                                            | Оринџ                                                                                   | 52                                                                                      |                                                                                         | Тимоти Л. Вудраф                                                                                                |                                                                                         |                                                                                         |  |
| 34 | 53                                                                                      |                                                                                         | Бенџамин Баркер Одел 14. јануар 1854—9. мај 1926. (72 године)                           | 1. јануар 1901. – 31. децембар 1904.                                                    | републиканац                                                                            | Оринџ                                                                                   | Френк В. Хигинс                                                                         |                                                                                         | |                                                                                         |                                                                                         |  |
| 35 |                                                                                         |                                                                                         | Френк В. Хигинс 18. август 1856—12. фебруар 1907. (50 година)                           | 1. јануар 1905. – 31. децембар 1906.                                                    | републиканац                                                                            | Алегани                                                                                 | 54                                                                                      |                                                                                         | М. Лин Брус |                                                                                         |                                                                                         |  |
| 35 | Џон Рејнс                                                                               |                                                                                         | Френк В. Хигинс 18. август 1856—12. фебруар 1907. (50 година)                           | 1. јануар 1905. – 31. децембар 1906.                                                    | републиканац                                                                            | Алегани                                                                                 | 54                                                                                      |                                                                                         | |                                                                                         |                                                                                         |  |
| 36 |                                                                                         |                                                                                         | Чарлс Еванс Хјуз 11. април 1862—27. август 1948. (86 година)                            | 1. јануар 1907. – 6. октобар 1910.                                                      | републиканац                                                                            | Њујорк                                                                                  | 55                                                                                      |                                                                                         | Луис Стујвесант Чанлер                                                                                          |                                                                                         |                                                                                         |  |
| 36 | 56                                                                                      |                                                                                         | Чарлс Еванс Хјуз 11. април 1862—27. август 1948. (86 година)                            | 1. јануар 1907. – 6. октобар 1910.                                                      | републиканац                                                                            | Њујорк                                                                                  | Хорас Вајт                                                                              |                                                                                         | |                                                                                         |                                                                                         |  |
| 37 | 56                                                                                      |                                                                                         |                                                                                         | Хорас Вајт 7. октобар 1865—27. новембар 1943. (78 година)                               | 6. октобар 1910. – 31. децембар 1910.                                                   | републиканац                                                                            | Онондага                                                                                |                                                                                         | Џорџ Х. Коб |                                                                                         |                                                                                         |  |
| 38 |                                                                                         |                                                                                         | Џон Алден Дикс 25. децембар 1860—9. април 1928. (67 година)                             | 1. јануар 1911. – 31. децембар 1912.                                                    | демократа                                                                               | Вошингтон                                                                               | 57                                                                                      |                                                                                         | Томас Ф. Конвеј                                                                                                 |                                                                                         |                                                                                         |  |
| 39 |                                                                                         |                                                                                         | Вилијам Салцер 18. март 1863—6. новембар 1941. (78 година)                              | 1. јануар 1913. – 17. октобар 1913.                                                     | демократа                                                                               | Њујорк                                                                                  | 58                                                                                      |                                                                                         | Мартин Х. Глин                                                                                                  |                                                                                         |                                                                                         |  |
| 40 |                                                                                         |                                                                                         | Мартин Х. Глин 27. септембар 1871—14. децембар 1924. (53 године)                        | 17. октобар 1913. – 31. децембар 1914.                                                  | демократа                                                                               | Олбани                                                                                  | 58                                                                                      |                                                                                         | Роберт Ф. Вагнер                                                                                                |                                                                                         |                                                                                         |  |
| 41 |                                                                                         |                                                                                         | Чарлс С. Витман 29. септембар 1868—29. март 1947. (78 година)                           | 1. јануар 1915. – 31. децембар 1918.                                                    | републиканац                                                                            | Њујорк                                                                                  | 59                                                                                      |                                                                                         | Едвард Шенек |                                                                                         |                                                                                         |  |
| 41 | 60                                                                                      |                                                                                         | Чарлс С. Витман 29. септембар 1868—29. март 1947. (78 година)                           | 1. јануар 1915. – 31. децембар 1918.                                                    | републиканац                                                                            | Њујорк                                                                                  |                                                                                         |                                                                                         | Едвард Шенек |                                                                                         |                                                                                         |  |
| 42 |                                                                                         |                                                                                         | Ал Смит 30. децембар 1873—4. октобар 1944. (70 година)                                  | 1. јануар 1919. – 31. децембар 1920.                                                    | демократа                                                                               | Њујорк                                                                                  | 61                                                                                      |                                                                                         | Хари К Вокер |                                                                                         |                                                                                         |  |
| 43 |                                                                                         |                                                                                         | Нејтан Л. Милер 10. октобар 1868—26. јун 1953. (84 године)                              | 1. јануар 1921. – 31. децембар 1922.                                                    | републиканац                                                                            | Кортланд                                                                                | 62                                                                                      |                                                                                         | Џеремаја Вуд |                                                                                         |                                                                                         |  |
| 43 | Клејтон Р. Ласк                                                                         |                                                                                         | Нејтан Л. Милер 10. октобар 1868—26. јун 1953. (84 године)                              | 1. јануар 1921. – 31. децембар 1922.                                                    | републиканац                                                                            | Кортланд                                                                                | 62                                                                                      |                                                                                         | |                                                                                         |                                                                                         |  |
| 42 |                                                                                         |                                                                                         | Ал Смит 30. децембар 1873—4. октобар 1944. (70 година)                                  | 1. јануар 1923. – 31. децембар 1928.                                                    | демократа                                                                               | Њујорк                                                                                  | 63                                                                                      |                                                                                         | Џорџ Р. Лун |                                                                                         |                                                                                         |  |
| 42 | 64                                                                                      |                                                                                         | Ал Смит 30. децембар 1873—4. октобар 1944. (70 година)                                  | 1. јануар 1923. – 31. децембар 1928.                                                    | демократа                                                                               | Њујорк                                                                                  | Симор Лоуман                                                                            |                                                                                         | |                                                                                         |                                                                                         |  |
| 42 | 65                                                                                      |                                                                                         | Ал Смит 30. децембар 1873—4. октобар 1944. (70 година)                                  | 1. јануар 1923. – 31. децембар 1928.                                                    | демократа                                                                               | Њујорк                                                                                  | Едвин Корнинг                                                                           |                                                                                         | |                                                                                         |                                                                                         |  |
| 44 |                                                                                         |                                                                                         | Френклин Д. Рузвелт 30. јануар 1882—12. април 1945. (63 године)                         | 1. јануар 1929. – 31. децембар 1932.                                                    | демократа                                                                               | Дачес                                                                                   | 66                                                                                      |                                                                                         | Херберт Х. Леман                                                                                                |                                                                                         |                                                                                         |  |
| 44 | 67                                                                                      |                                                                                         | Френклин Д. Рузвелт 30. јануар 1882—12. април 1945. (63 године)                         | 1. јануар 1929. – 31. децембар 1932.                                                    | демократа                                                                               | Дачес                                                                                   |                                                                                         |                                                                                         | Херберт Х. Леман                                                                                                |                                                                                         |                                                                                         |  |
| 45 |                                                                                         |                                                                                         | Херберт Х. Леман 28. март 1878—5. децембар 1963. (85 година)                            | 1. јануар 1933. – 3. децембар 1942.                                                     | демократа                                                                               | Њујорк                                                                                  | 68                                                                                      |                                                                                         | М. Вилијам Бреј                                                                                                 |                                                                                         |                                                                                         |  |
| 45 | 69                                                                                      |                                                                                         | Херберт Х. Леман 28. март 1878—5. децембар 1963. (85 година)                            | 1. јануар 1933. – 3. децембар 1942.                                                     | демократа                                                                               | Њујорк                                                                                  |                                                                                         |                                                                                         | М. Вилијам Бреј                                                                                                 |                                                                                         |                                                                                         |  |
| 45 | 70                                                                                      |                                                                                         | Херберт Х. Леман 28. март 1878—5. децембар 1963. (85 година)                            | 1. јануар 1933. – 3. децембар 1942.                                                     | демократа                                                                               | Њујорк                                                                                  |                                                                                         |                                                                                         | М. Вилијам Бреј                                                                                                 |                                                                                         |                                                                                         |  |
| 45 | 71                                                                                      |                                                                                         | Херберт Х. Леман 28. март 1878—5. децембар 1963. (85 година)                            | 1. јануар 1933. – 3. децембар 1942.                                                     | демократа                                                                               | Њујорк                                                                                  | Чарлс Полети                                                                            |                                                                                         | |                                                                                         |                                                                                         |  |
| 46 | 71                                                                                      |                                                                                         |                                                                                         | Чарлс Полети 2. јул 1903—8. август 2002. (99 година)                                    | 3. децембар 1942. – 31. децембар 1942.                                                  | демократа                                                                               | Њујорк                                                                                  |                                                                                         | Џо Р. Ханли |                                                                                         |                                                                                         |  |
| 47 |                                                                                         |                                                                                         | Томас Дјуи 24. март 1902—16. март 1971. (68 година)                                     | 1. јануар 1943. – 31. децембар 1954.                                                    | републиканац                                                                            | Дачес                                                                                   | 72                                                                                      |                                                                                         | Томас В. Волас                                                                                                  |                                                                                         |                                                                                         |  |
| 47 | Џо Р. Ханли                                                                             |                                                                                         | Томас Дјуи 24. март 1902—16. март 1971. (68 година)                                     | 1. јануар 1943. – 31. децембар 1954.                                                    | републиканац                                                                            | Дачес                                                                                   | 72                                                                                      |                                                                                         | |                                                                                         |                                                                                         |  |
| 47 | 73                                                                                      |                                                                                         | Томас Дјуи 24. март 1902—16. март 1971. (68 година)                                     | 1. јануар 1943. – 31. децембар 1954.                                                    | републиканац                                                                            | Дачес                                                                                   |                                                                                         |                                                                                         | |                                                                                         |                                                                                         |  |
| 47 | 74                                                                                      |                                                                                         | Томас Дјуи 24. март 1902—16. март 1971. (68 година)                                     | 1. јануар 1943. – 31. децембар 1954.                                                    | републиканац                                                                            | Дачес                                                                                   | Френк Ч. Мур                                                                            |                                                                                         | |                                                                                         |                                                                                         |  |
| 47 | 74                                                                                      | Артур Х. Викс                                                                           | Томас Дјуи 24. март 1902—16. март 1971. (68 година)                                     | 1. јануар 1943. – 31. децембар 1954.                                                    | републиканац                                                                            | Дачес                                                                                   |                                                                                         |                                                                                         | |                                                                                         |                                                                                         |  |
| 47 | 74                                                                                      | Волтер Џ. Махони                                                                        | Томас Дјуи 24. март 1902—16. март 1971. (68 година)                                     | 1. јануар 1943. – 31. децембар 1954.                                                    | републиканац                                                                            | Дачес                                                                                   |                                                                                         |                                                                                         | |                                                                                         |                                                                                         |  |
| 48 |                                                                                         |                                                                                         | Ејверел Хариман 15. новембар 1891—26. јул 1986. (94 године)                             | 1. јануар 1955. – 31. децембар 1958.                                                    | демократа                                                                               | Њујорк                                                                                  | 75                                                                                      |                                                                                         | Џорџ Делука |                                                                                         |                                                                                         |  |
| 49 |                                                                                         |                                                                                         | Нелсон Рокфелер 8. јул 1908—26. јануар 1979. (70 година)                                | 1. јануар 1959. – 18. децембар 1973.                                                    | републиканац                                                                            | Вестчестер                                                                              | 76                                                                                      |                                                                                         | Малколм Вилсон                                                                                                  |                                                                                         |                                                                                         |  |
| 49 | 77                                                                                      |                                                                                         | Нелсон Рокфелер 8. јул 1908—26. јануар 1979. (70 година)                                | 1. јануар 1959. – 18. децембар 1973.                                                    | републиканац                                                                            | Вестчестер                                                                              |                                                                                         |                                                                                         | Малколм Вилсон                                                                                                  |                                                                                         |                                                                                         |  |
| 49 | 78                                                                                      |                                                                                         | Нелсон Рокфелер 8. јул 1908—26. јануар 1979. (70 година)                                | 1. јануар 1959. – 18. децембар 1973.                                                    | републиканац                                                                            | Вестчестер                                                                              |                                                                                         |                                                                                         | Малколм Вилсон                                                                                                  |                                                                                         |                                                                                         |  |
| 49 | 79                                                                                      |                                                                                         | Нелсон Рокфелер 8. јул 1908—26. јануар 1979. (70 година)                                | 1. јануар 1959. – 18. децембар 1973.                                                    | републиканац                                                                            | Вестчестер                                                                              |                                                                                         |                                                                                         | Малколм Вилсон                                                                                                  |                                                                                         |                                                                                         |  |
| 50 |                                                                                         |                                                                                         | Малколм Вилсон 26. фебруар 1914 – 13. март 2000. (86 година)                            | 18. децембар 1973. – 31. децембар, 1974.                                                | републиканац                                                                            | Вестчестер                                                                              |                                                                                         | Ворен М. Андерсон                                                                       | |                                                                                         |                                                                                         |  |
| 51 |                                                                                         |                                                                                         | Хју Кери 11. април 1919—7. август 2011. (92 године)                                     | 1. јануар 1975. – 31. децембар 1982.                                                    | демократа                                                                               | Кингс                                                                                   | 80                                                                                      |                                                                                         | Мери Ен Крупсак                                                                                                 |                                                                                         |                                                                                         |  |
| 51 | 81                                                                                      |                                                                                         | Хју Кери 11. април 1919—7. август 2011. (92 године)                                     | 1. јануар 1975. – 31. децембар 1982.                                                    | демократа                                                                               | Кингс                                                                                   | Марио Куомо                                                                             |                                                                                         | |                                                                                         |                                                                                         |  |
| 52 |                                                                                         |                                                                                         | Марио Куомо 15. јун 1932—1. јануар 2015. (82 године)                                    | 1. јануар 1983 – 31. децембар 1994.                                                     | демократа                                                                               | Њујорк                                                                                  | 82                                                                                      |                                                                                         | Алфред Делбело                                                                                                  |                                                                                         |                                                                                         |  |
| 52 | Ворен М. Андерсон                                                                       |                                                                                         | Марио Куомо 15. јун 1932—1. јануар 2015. (82 године)                                    | 1. јануар 1983 – 31. децембар 1994.                                                     | демократа                                                                               | Њујорк                                                                                  | 82                                                                                      |                                                                                         | |                                                                                         |                                                                                         |  |
| 52 | 83                                                                                      |                                                                                         | Марио Куомо 15. јун 1932—1. јануар 2015. (82 године)                                    | 1. јануар 1983 – 31. децембар 1994.                                                     | демократа                                                                               | Њујорк                                                                                  | Стен Лундин                                                                             |                                                                                         | |                                                                                         |                                                                                         |  |
| 52 | 84                                                                                      |                                                                                         | Марио Куомо 15. јун 1932—1. јануар 2015. (82 године)                                    | 1. јануар 1983 – 31. децембар 1994.                                                     | демократа                                                                               | Њујорк                                                                                  | Стен Лундин                                                                             |                                                                                         | |                                                                                         |                                                                                         |  |
| 53 |                                                                                         |                                                                                         | Џорџ Патаки 24. јун 1945.                                                               | 1. јануар 1995 – 31. децембар 2006.                                                     | републиканац                                                                            | Патнам                                                                                  | 85                                                                                      |                                                                                         | Бетси Макој Рос                                                                                                 |                                                                                         |                                                                                         |  |
| 53 | 86                                                                                      |                                                                                         | Џорџ Патаки 24. јун 1945.                                                               | 1. јануар 1995 – 31. децембар 2006.                                                     | републиканац                                                                            | Патнам                                                                                  | Мери Донахју                                                                            |                                                                                         | |                                                                                         |                                                                                         |  |
| 53 | 87                                                                                      |                                                                                         | Џорџ Патаки 24. јун 1945.                                                               | 1. јануар 1995 – 31. децембар 2006.                                                     | републиканац                                                                            | Патнам                                                                                  | Мери Донахју                                                                            |                                                                                         | |                                                                                         |                                                                                         |  |
| 54 |                                                                                         |                                                                                         | Елиот Спицер 10. јун 1959.                                                              | 1. јануар 2007 – 17. март 2008.                                                         | демократа                                                                               | Њујорк                                                                                  | 88                                                                                      |                                                                                         | Дејвид Патерсон                                                                                                 |                                                                                         |                                                                                         |  |
| 55 |                                                                                         |                                                                                         | Дејвид Патерсон 20. мај 1954.                                                           | 17. март 2008 – 31. децембар 2010.                                                      | демократа                                                                               | Њујорк                                                                                  | 88                                                                                      |                                                                                         | Џозеф Бруно |                                                                                         |                                                                                         |  |
| 55 | Дин Скелос                                                                              |                                                                                         | Дејвид Патерсон 20. мај 1954.                                                           | 17. март 2008 – 31. децембар 2010.                                                      | демократа                                                                               | Њујорк                                                                                  | 88                                                                                      |                                                                                         | |                                                                                         |                                                                                         |  |
| 55 | Малколм Смит                                                                            |                                                                                         | Дејвид Патерсон 20. мај 1954.                                                           | 17. март 2008 – 31. децембар 2010.                                                      | демократа                                                                               | Њујорк                                                                                  | 88                                                                                      |                                                                                         | |                                                                                         |                                                                                         |  |
| 55 | Педро Еспада                                                                            |                                                                                         | Дејвид Патерсон 20. мај 1954.                                                           | 17. март 2008 – 31. децембар 2010.                                                      | демократа                                                                               | Њујорк                                                                                  | 88                                                                                      |                                                                                         | |                                                                                         |                                                                                         |  |
| 55 | Ричард Равич (оспорено)                                                                 |                                                                                         | Дејвид Патерсон 20. мај 1954.                                                           | 17. март 2008 – 31. децембар 2010.                                                      | демократа                                                                               | Њујорк                                                                                  | 88                                                                                      |                                                                                         | |                                                                                         |                                                                                         |  |
| 55 | Малколм Смит                                                                            |                                                                                         | Дејвид Патерсон 20. мај 1954.                                                           | 17. март 2008 – 31. децембар 2010.                                                      | демократа                                                                               | Њујорк                                                                                  | 88                                                                                      |                                                                                         | |                                                                                         |                                                                                         |  |
| 55 | Ричард Равич                                                                            |                                                                                         | Дејвид Патерсон 20. мај 1954.                                                           | 17. март 2008 – 31. децембар 2010.                                                      | демократа                                                                               | Њујорк                                                                                  | 88                                                                                      |                                                                                         | |                                                                                         |                                                                                         |  |
| 56 |                                                                                         |                                                                                         | Ендру Куомо 6. децембар 1957.                                                           | 1. јануар 2011 – 23. август 2021.                                                       | демократа                                                                               | Вестчестер                                                                              | 89                                                                                      |                                                                                         | Роберт Дафи |                                                                                         |                                                                                         |  |
| 56 | 90                                                                                      |                                                                                         | Ендру Куомо 6. децембар 1957.                                                           | 1. јануар 2011 – 23. август 2021.                                                       | демократа                                                                               | Вестчестер                                                                              | Кејти Хочул                                                                             |                                                                                         | |                                                                                         |                                                                                         |  |
| 57 |                                                                                         |                                                                                         | Кејти Хочул 6. децембар 1957.                                                           | 2021—на функцији                                                                        | демократа                                                                               |                                                                                         | 90                                                                                      |                                                                                         | Андреа Стјуарт-Казинс (в. д.) Брајан Бенџамин (2021–2022) Андреа Стјуарт-Казинс (в. д.) Антонио Делгадо (2022–) |                                                                                         |                                                                                         |  |
| 57 |                                                                                         |                                                                                         |                                                                                         |                                                                                         |                                                                                         |                                                                                         |                                                                                         |                                                                                         | |                                                                                         |                                                                                         |  |
| Имена исписана курзивним словима означавају да је особа била вршилац дужности гувернера или вицегувернера. |                                                                                         |                                                                                         |                                                                                         |                                                                                         |                                                                                         |                                                                                         |                                                                                         |                                                                                         | |                                                                                         |                                                                                         |  |

## Други високи положаји гувернера Њујорка
Испод је наведена таблеа конгресних и других савезних функција, и високих дипломатских позиција у страним државама, на којима су били гувернери Њујорка. Сви чланови Представничког дома и сенатори су представљали Њујорк.
* се односи на позиције због којих је гувернер дао оставку на место гувернера.
† се односи на позиције на којима је гувернер дао оставку да би преузео место гувернера.
| Гувернер                    | Гувернерски мандат  | Конгрес           | Конгрес | Остале функције | Извор  |
| Гувернер                    | Гувернерски мандат  | Представнички дом | Сенат   | Остале функције | Извор  |
| --------------------------- | ------------------- | ----------------- | ------- | --- | ------ |
| Џорџ Клинтон                | 1777–1795 1801–1804 |                   |         | Делегат на Континенталном конгресу, потпредседник Сједињених Држава                                                                                | [ 19 ] |
| Џон Џеј                     | 1795–1801           |                   |         | Председник Континенталног конгреса, секретар за спољне односе Сједињених Држава, министар (амбасадор) у Шпанији, врховни судија Сједињених Држава† | [ 20 ] |
| Данијел Д. Томпкинс         | 1807–1817           | П                 |         | Потпредседник сједињених Држава* | [ 21 ] |
| Девит Клинтон               | 1817–1822 1825–1828 |                   | С       | | [ 22 ] |
| Нејтанијел Пичер            | 1828                | П                 |         | | [ 23 ] |
| Мартин Ван Бјурен           | 1829                |                   | С†      | државни секретар Сједињених Држава*, министар (амбасадор) у Уједињеном Краљевству, потпредседник Сједињених Држава, председник Сједињених Држава   | [ 24 ] |
| Енос Т. Труп                | 1829–1832           | П                 |         | | [ 25 ] |
| Вилијам Л. Марси            | 1833–1838           |                   | С†      | Секретар рата Сједињених Држава, државни секретар Сједињених Држава                                                                                | [ 26 ] |
| Вилијам Х. Сјуард           | 1839–1842           |                   | С       | Државни секретар Сједињених Држава | [ 27 ] |
| Сајлас Рајт                 | 1845–1846           | П                 | С†      | | [ 28 ] |
| Џон Јанг                    | 1847–1848           | П                 |         | | [ 29 ] |
| Хамилтон Фиш                | 1849–1850           | П                 | С       | Државни секретар Сједињених Држава | [ 30 ] |
| Вошингтон Хант              | 1851–1852           | П                 |         | | [ 31 ] |
| Џон Алсоп Кинг              | 1857–1858           | П                 |         | | [ 32 ] |
| Едвин Д. Морган             | 1859–1862           |                   | С       | | [ 33 ] |
| Рјубен Фентон               | 1865–1868           | П†                | С       | | [ 34 ] |
| Џон Адамс Дикс              | 1873–1874           |                   | С       | Министар (амбасадор) у француској, Секретар трезора Сједињених Држава                                                                              | [ 35 ] |
| Гровер Кливленд             | 1883–1884           |                   |         | Председник Сједињених Држава* | [ 36 ] |
| Дејвид Б. Хил               | 1885–1891           |                   | С       | | [ 37 ] |
| Розвел П. Флауер            | 1892–1894           | П                 |         | | [ 38 ] |
| Ливи П. Мортон              | 1895–1896           | П                 |         | Министар у француској, потпредседник Сједињених Држава                                                                                             | [ 39 ] |
| Френк С. Блек               | 1897–1898           | П†                |         | | [ 40 ] |
| Теодор Рузвелт              | 1899–1900           |                   |         | Потпредседник Сједињених Држава, председник Сједињених Држава                                                                                      | [ 41 ] |
| Бенџамин Баркер Одел, млађи | 1901–1904           | П                 |         | | [ 42 ] |
| Чарлс Еванс Хјуз            | 1907–1910           |                   |         | Државни секретар Сједињених Држава, придружени судија Врховног суда Сједињених Држава*, Врховни судија Сједињених Држава                           |        |
| Вилијам Салцер              | 1913                | П†                |         | | [ 43 ] |
| Мартин Х. Глин              | 1913–1914           | П                 |         | | [ 44 ] |
| Френклин Д. Рузвелт         | 1929–1932           |                   |         | Председник Сједињених Држава | [ 45 ] |
| Херберт Х. Леман            | 1933–1942           |                   | С       | | [ 46 ] |
| Ејверел Хариман             | 1955–1958           |                   |         | Секретар трговине Сједињених Држава, амбасадор у Уједињеном Краљевству, амбасадор у Совјетском Савезу                                              | [ 47 ] |
| Нелсон Рокфелер             | 1959–1973           |                   |         | Потпредседник Сједињених Држава | [ 48 ] |
| Хју Кери                    | 1975–1982           | П†                |         | | [ 49 ] |